# Förspel (sexualitet)

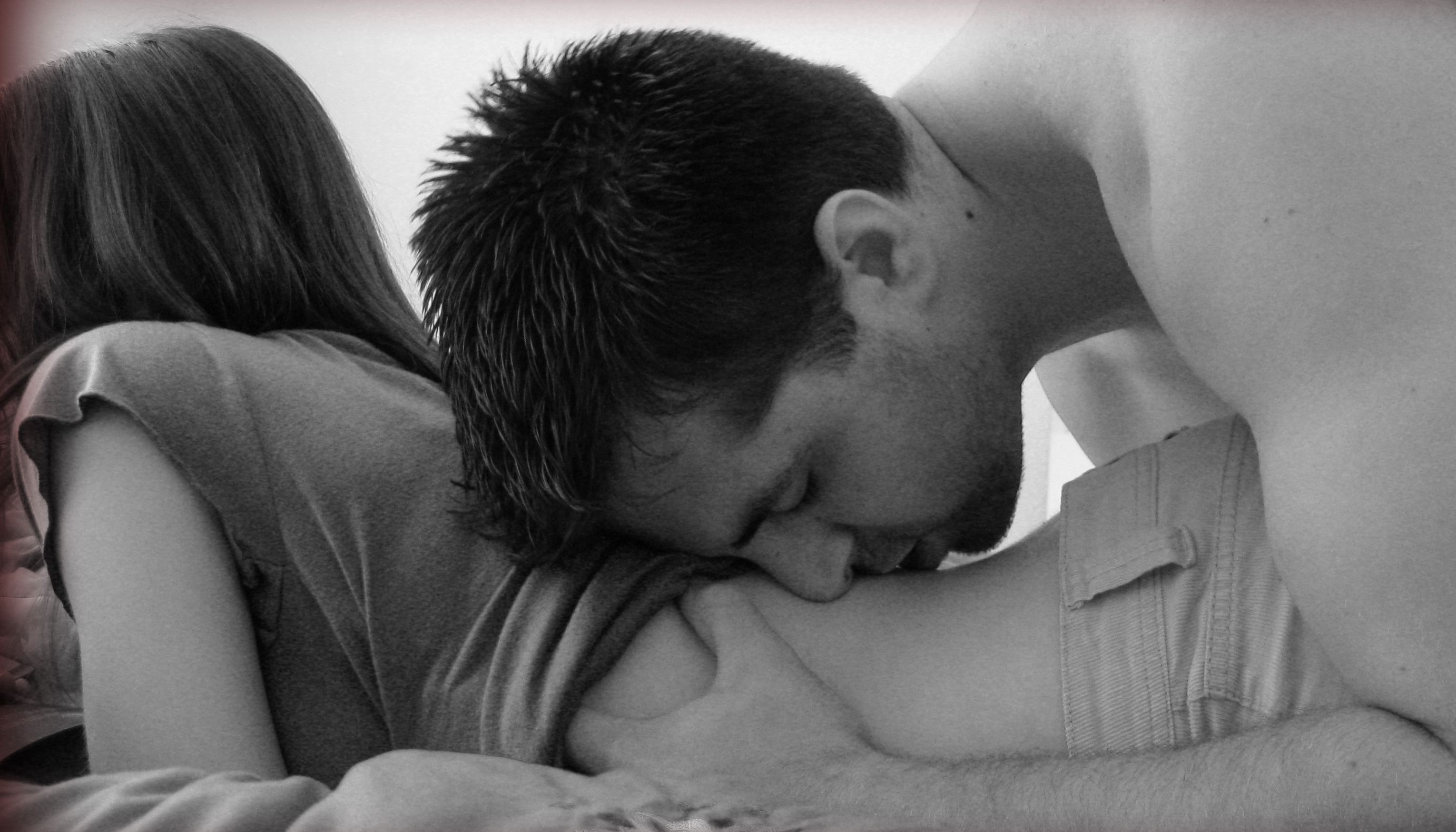
Förspel genom att kyssa kvinnans rygg.

Förspel kallas de förberedande handlingar som parterna utför med varandra före ett regelrätt samlag. Ett förspel kan exempelvis bestå av hångel, kramar, kyssar, smekningar/massage, sexuellt upphetsande ord, striptease, sexuella rollspel, onani eller oralsex. Det kan vara ett sätt för parterna att slappna av alternativt tända till inför samlaget, men även ett sätt att förlänga sexakten.

## Förspel och orgasm
En studie där 2360 kvinnor i Prag fick svara på blankettfrågor visar att förspelet har liten eller ingen betydelse för kvinnans orgasm. Slutsatserna presenterades i tidskriften Journal of sexual medicine år 2008.